# Marija Igorewna Kusmina
Marija Igorewna Kusmina (russisch Мария Игоревна Кузьмина, wiss. Transliteration Marija Igorevna Kuz'mina; * 24. November 2005) ist eine russische nordische Kombiniererin.

## Werdegang
Kusmina gab am 30. August 2019 im Rahmen des FIS-Jugendcups in Oberhof ihr internationales Debüt und gewann dabei wie am Folgetag das Rennen in ihrer Alterskategorie. Auch am zweiten Wettkampfwochenende der Jugend-Wettkampfserie in Knyken gewann Kusmina einen Wettbewerb und sicherte sich so den Gesamtsieg vor der Österreicherin Laura Pletz. In der Saison 2020/21 ging Kusmina erst bei den Nordischen Junioren-Skiweltmeisterschaften im Februar 2021 in Lahti bei einem internationalen Wettkampf an den Start und belegte dabei mit der besten Laufzeit den siebten Platz im Einzel. Zwei Tage später wurde sie darüber hinaus gemeinsam mit Dawid Ibragimow, Tschulpan Walijewa und Eduard Schirnow Neunte im Mixed-Team. Am 12. März gab Kusmina im heimischen Nischni Tagil ihr Debüt im Continental Cup, dem Unterbau zum Weltcup. Am ersten Wettkampftag belegte sie den zwölften Rang, ehe sie den abschließenden Wettbewerb nach zwei Wertungssprüngen und 7,5 Kilometer Langlauf als Fünfte beendete. In der Gesamtwertung nahm sie mit 67 Punkten den 22. Platz ein. Zum Saisonabschluss wurde sie bei den russischen Meisterschaften in Nischni Tagil erstmals russische Meisterin und löste damit die Seriensiegerin Stefanija Nadymowa ab.

## Privates
Kusmina besuchte die Kinder- und Jugendsportschule des Olympischen Reservats für Skispringen und Nordische Kombination im Sankt Petersburger Rajon Wyborgski.

## Statistik

### Continental-Cup-Platzierungen
| Saison  | Platz | Punkte |
| ------- | ----- | ------ |
| 2020/21 | 22.   | 67     |